# Crenicichla empheres
Crenicichla empheres är en fiskart som beskrevs av Lucena 2007. Crenicichla empheres ingår i släktet Crenicichla och familjen Cichlidae. Inga underarter finns listade i Catalogue of Life.